# 安田能元
安田 能元（やすだ よしもと）は、戦国時代から江戸時代前期にかけての武将。上杉氏の家臣。上杉二十五将の一人。

## 出自
鎌倉幕府初代政所別当大江広元の末裔で、大江姓毛利氏の庶流であるため、文書によっては毛利での記述も見られる。そのため、同じ上杉家臣の安田長秀を初めとする大見安田氏とは別氏族にあたるため、毛利安田氏（安田長秀#出自を参照）と呼ぶこともある。

## 生涯

### 御館の乱
弘治3年（1557年）、安田景元の子として越後国安田城で生まれる。幼少の頃から小姓として上杉謙信に仕え、弥九郎の名を与えられる。
天正6年（1578年）、謙信の死後に起こった御館の乱では、兄・顕元と共に上杉景勝に味方する。しかし顕元は、戦後の論功行賞において景勝の直臣・上田衆が恩賞を独占したことにより、猛反発する新発田重家や堀江宗親（上杉景虎側だったが顕元が味方に引き入れた）らを仲裁するも、失敗し責任を感じて自害したため、能元が家督を相続する。天正8年（1580年）9月25日、本領を安堵され、さらに堀江宗親の旧領も与えられている。
天正10年（1582年）から数年に渡って起こった新発田重家の乱の鎮圧に参加。その中の放生橋の戦いにおいて殿軍を務めた際に片足を負傷。終生治ることのない後遺症が残ったため、以後「跛上総」と渾名された。

### 豊臣氏に臣従
天正14年（1586年）、上杉氏が豊臣氏に臣従。能元は内政手腕に優れていたため、景勝が領国を留守にする際には、政務を任せられるようになる。また、文禄元年（1592年）に文禄の役が起こると、藤田信吉と共に越後春日山城の留守居役を務めた。なお、泉沢久秀が作成した『文禄三年定納員数目録』によると、この頃の能元の知行高は2474石であった。
慶長3年（1598年）、上杉氏が会津120万石へ国替えになると、浅香城と二本松城の守備を命じられる。この頃の能元の知行高は11000石で、同時に岩井信能、大石綱元と共に会津三奉行に任ぜられ、その筆頭となる。伏見城に在城していた景勝から神指城の築城、道橋の普請、浪人の召抱え、武具の整備などを命じられた。この頃、上杉氏に仕官した前田利益と親交を結んでいる。

### 関ヶ原の戦いから大坂の陣
慶長5年（1600年）、上杉氏征伐のため会津へ侵攻する徳川家康率いる東軍に備え、小峰城を守備し、革籠原にて島津忠直と共に一番隊を率いることになっていた。しかし東軍は反転し関ヶ原の戦いにおいて石田三成が率いる西軍を破った。そして慶長6年（1601年）、上杉氏が出羽国米沢30万石に減封されると、能元も浅香城、二本松城を退去した。
米沢に移ってからは、直江兼続などと共に城下町の整備や町割りなどを行い、能元の知行高は4330石となった。慶長7年（1602年）、直江兼続の主催によって大国実頼、岩井信能、春日元忠、前田利益などと共に亀岡文殊堂で歌会を行われ、その時の和歌や漢詩が「直江兼続等詩歌百首帖」として奉納されている。また、慶長17年（1612年）、直江兼続、水原親憲、岩井信能、山岸尚家、平林正恒と共に十七箇条の家中法度を制定する。
慶長19年（1614年）、大坂冬の陣に出陣する。当初、能元は第一陣に布陣する予定であったが、「第二陣に、第一陣よりもより強い大将を布陣させるべき」という景勝の陣立てによって、第二陣に下げられた。これは、第一陣に布陣された若い須田長義に名誉を与え能元を憤慨させて各自士気を高めること、激戦に備えて熟練の能元の部隊を温存させておくことに意味があったという。鴫野の戦いにおいて上杉勢は優勢であったが、数で勝る大野治房に徐々に押され始め、第一陣の須田隊は突き崩された。そこで、後詰部隊だった水原親憲が鉄砲隊を率いて大野隊を足止めし、安田隊は500の兵で大野隊に突撃し、見事敵軍を撃退した。
合戦後、戦功のあった武将達は、次々に徳川家康・秀忠父子から感状や褒美を与えられたが、能元には何も与えられなかった。これは、徳川氏との外交を担当した直江兼続との関係が、関ヶ原の戦い以降に険悪になったためといわれている。このことに対して能元は、「感状を賜らなかったからといって、そのことを決して不名誉とは思わない。それに自分は殿のために戦ったのであって、大御所様や将軍様のために戦ったのではない」と、関ヶ原の戦いで主家を徳川との戦いに導いておきながら大坂の陣で秀忠から感状を貰って喜んでいる兼続に皮肉を込めて語っている。それを聞いた兼続は何も答えることができなかったという。
元和8年6月25日（1622年8月2日）、66歳で死去。家督は那波氏から養子として迎えた俊広が継いだ。